# Championnat d'Autriche de football 1960-1961
Navigation
Saison précédente Saison suivante
La saison 1960-1961 du Championnat d'Autriche de football était la 50e édition du championnat de première division en Autriche. La Staatsliga A regroupe les 14 meilleurs clubs du pays au sein d'une poule unique où ils s'affrontent deux fois au cours de la saison, à domicile et à l'extérieur. À la fin de la saison, les 3 derniers du classement sont relégués et remplacés par les 3 meilleurs clubs de Regionalliga.
C'est le FK Austria Vienne qui remporte le championnat en terminant en tête du classement final, avec 7 points d'avance sur un trio composé du Wiener Sport-Club, du Wiener AC et du First Vienna FC. C'est le 5e titre de champion d'Autriche de l'histoire du club. Le tenant du titre, le SK Rapid Vienne, ne prend que la 6e place, à 9 points de l'Austria mais remporte un trophée cette saison après sa victoire en finale de la Coupe d'Autriche face au First Vienna FC.

## Les 14 clubs participants
| - Wiener Sport-Club - SK Rapid Vienne - Wacker AC - First Vienna FC - 1. Simmeringer SC - 1. Wiener Neustädter SC - Wiener AC | - Linzer ASK - SVS Linz - Promu de Regionalliga - FC Dornbirn - Promu de Regionalliga - FK Austria Vienne - Grazer AK - 1. Schwechater SC - Promu de Regionalliga - SV Austria Salzbourg |

## Compétition

### Classement
Le barème utilisé pour établir le classement est le suivant :
- Victoire : 2 points
- Match nul : 1 point
- Défaite : 0 point

| Rang | Équipe                  | Pts | J  | G  | N | P  | Bp | Bc  | Diff |
| ---- | ----------------------- | --- | -- | -- | - | -- | -- | --- | ---- |
| 1    | FK Austria Vienne       | 39  | 26 | 17 | 5 | 4  | 68 | 31  | +37  |
| 2    | First Vienna FC         | 32  | 26 | 13 | 6 | 7  | 63 | 41  | +22  |
| 3    | Wiener AC               | 32  | 26 | 13 | 6 | 7  | 60 | 41  | +19  |
| 4    | Wiener Sport-Club       | 32  | 26 | 13 | 6 | 7  | 71 | 52  | +19  |
| 5    | Grazer AK               | 30  | 26 | 11 | 8 | 7  | 53 | 37  | +16  |
| 6    | SK Rapid Vienne T C     | 30  | 26 | 13 | 4 | 9  | 49 | 42  | +7   |
| 7    | Linzer ASK              | 28  | 26 | 11 | 6 | 9  | 56 | 50  | +6   |
| 8    | 1. Wiener Neustädter SC | 25  | 26 | 10 | 5 | 11 | 58 | 67  | -9   |
| 9    | SVS Linz P              | 24  | 26 | 9  | 6 | 11 | 53 | 58  | -5   |
| 10   | 1. Simmeringer SC       | 21  | 26 | 7  | 7 | 12 | 42 | 52  | -10  |
| 11   | 1. Schwechater SC P     | 21  | 26 | 8  | 5 | 13 | 37 | 49  | -12  |
| 12   | SV Austria Salzburg     | 20  | 26 | 8  | 4 | 14 | 45 | 54  | -9   |
| 13   | Wacker AC               | 20  | 26 | 6  | 8 | 12 | 39 | 56  | -17  |
| 14   | FC Dornbirn P           | 10  | 26 | 3  | 4 | 19 | 37 | 101 | -64  |

|  | Qualification pour la Coupe des clubs champions 1961-1962 et pour la Coupe Mitropa 1961 |
|  | Qualification pour la Coupe des Coupes 1961-1962                                        |
|  | Qualification pour la Coupe Mitropa 1961                                                |
|  | Relégation directe en Regionalliga                                                      |
|  | T Tenant du titre C Vainqueur de la Coupe d'Autriche P Promu de Regionalliga            |

## Bilan de la saison
| Championnat d'Autriche de football 1960-1961 |                              |
| Champion                                     | FK Austria Vienne (6e titre) |
| Coupes et trophées                           |                              |
| Vainqueur de la Coupe d'Autriche 1960-1961   | SK Rapid Vienne              |
| Qualifications continentales                 |                              |
| Coupe d'Europe des clubs champions 1961-1962 | FK Austria Vienne            |
| Coupe des Coupes 1961-1962                   | SK Rapid Vienne              |
| Coupe Mitropa 1961                           | FK Austria Vienne            |
| Coupe Mitropa 1961                           | SVS Linz                     |
| Coupe Mitropa 1961                           | Linzer ASK                   |
| Coupe Mitropa 1961                           | 1. Wiener Neustädter SC      |
| Promotions et relégations                    |                              |
| Promus en Staatsliga A                       | Kapfenberger SV              |
| Promus en Staatsliga A                       | SK Admira Vienne Energie     |
| Promus en Staatsliga A                       | Salzburger AK                |
| Relégués en Regionalliga                     | SV Austria Salzbourg         |
| Relégués en Regionalliga                     | FC Dornbirn                  |
| Relégués en Regionalliga                     | Wacker AC                    |